# Бич Крик (Пенсилванија)
Бич Крик (енгл. Beech Creek) град је у америчкој савезној држави Пенсилванија.

## Демографија
По попису из 2010. године број становника је 701, што је 16 (-2,2%) становника мање него 2000. године.
| Група             | 2000.       | 2010.       |
| Белци             | 710 (99,0%) | 692 (98,7%) |
| Афроамериканци    | 1 (0,1%)    | 0 (0,0%)    |
| Азијати           | 3 (0,4%)    | 1 (0,1%)    |
| Хиспаноамериканци | 0 (0,0%)    | 4 (0,6%)    |
| Укупно            | 717         | 701         |